# Asparagus rubicundus
Asparagus rubicundus är en sparrisväxtart som beskrevs av Peter Jonas Bergius. Asparagus rubicundus ingår i släktet sparrisar, och familjen sparrisväxter. Inga underarter finns listade i Catalogue of Life.

## Bildgalleri

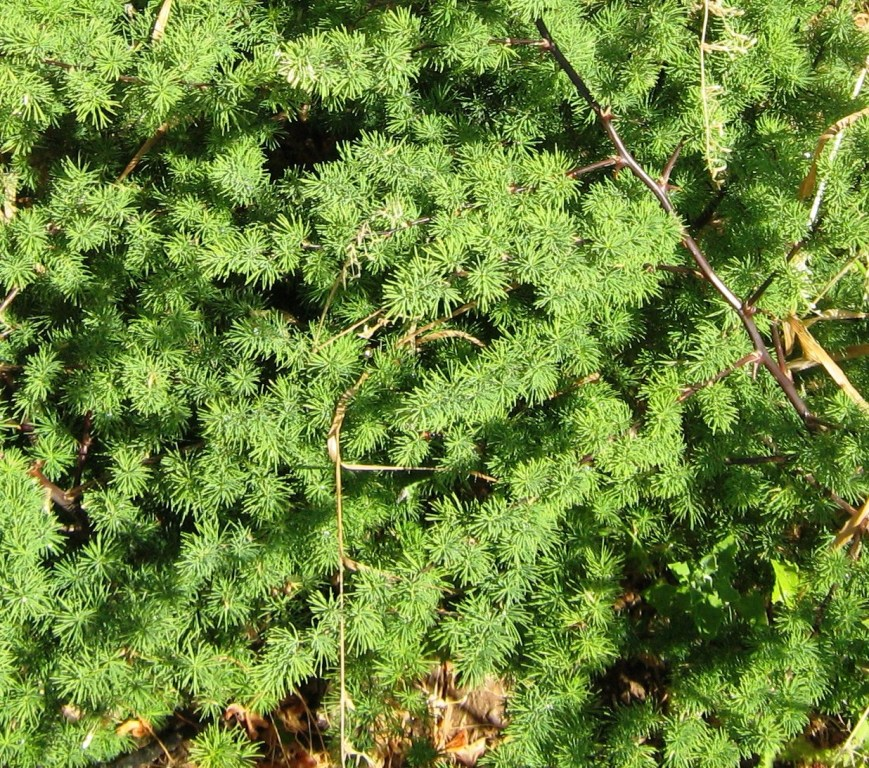
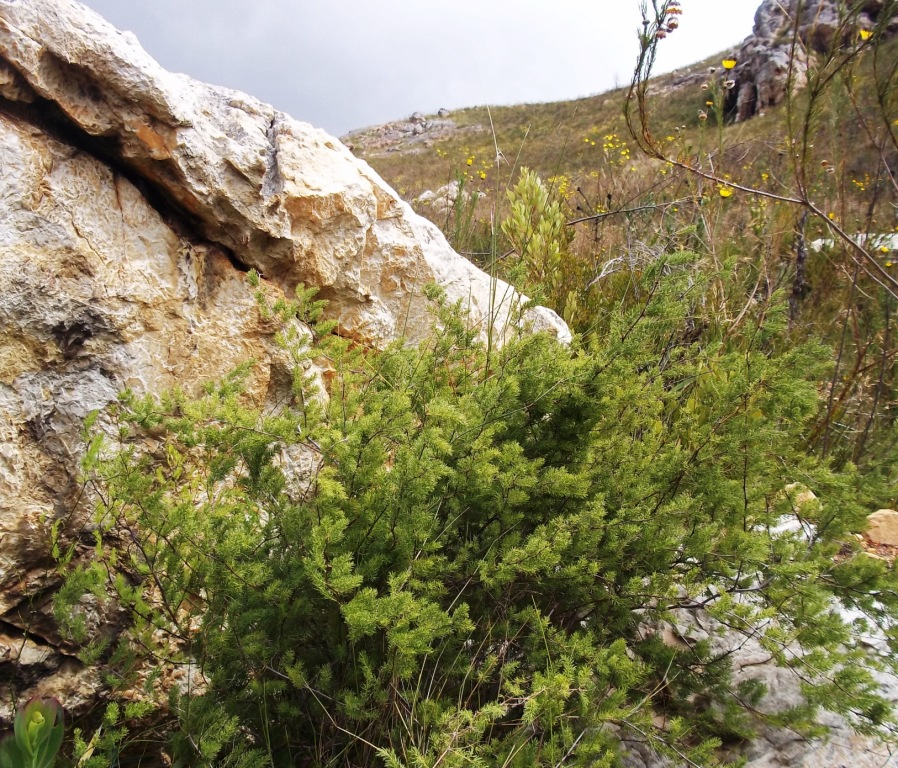